# Synlig minoritet
Synlig minoritet (engelska: visible minority) är en term som främst används i Kanada för att beskriva personer som inte tillhör majoritetsrasen i ett samhälle. 
Termen har använts som ett demografiskt begrepp av Kanadas statistiska myndighet och har definierats som "personer, bortsett från personer från ursprungsbefolkningen, som tillhör en icke-kaukasoid ras eller är icke-vit till färgen".
I mars 2007 beskrev en FN-kommitté om avskaffande av rasdiskriminering (United Nations Committee on the Elimination of Racial Discrimination) termen som rasistisk eftersom den pekar ut en specifik grupp.